# Idoga Ida
Växten idoga Ida (Tradescantia crassula) är en himmelsblomsväxtart som beskrevs av Heinrich Friedrich Link och Christoph Friedrich Otto. Idoga Ida ingår i släktet båtblommor, och familjen himmelsblomsväxter. Inga underarter finns listade.